# Titanatemnus saegeri
Espèce
Titanatemnus saegeri est une espèce de pseudoscorpions de la famille des Atemnidae.

## Distribution
Cette espèce est endémique du Congo-Kinshasa. Elle se rencontre dans le parc national de la Garamba au Haut-Uele.

## Étymologie
Cette espèce est nommée en l'honneur de Henri de Saeger (1886-1963).

## Publication originale
- Beier, 1972 : Pseudoscorpionidea aus dem Parc National Garamba. Exploration du Parc National de la Garamba Mission H de Saeger, vol. 56, no 1, p. 2-19.